# Твердохлеб, Маргарита Геннадиевна
Маргари́та Генна́диевна Твердохле́б (род. 2 июня 1991, Решетиловка) — украинская легкоатлетка, специалистка по прыжкам в длину. Выступала за сборную Украины по лёгкой атлетике в первой половине 2010-х годов, обладательница бронзовой медали юниорского чемпионата мира, участница ряда крупных международных соревнований, в том числе летних Олимпийских игр в Лондоне.

## Биография
Маргарита Твердохлеб родилась 2 июня 1991 года в городе Решетиловка Полтавской области Украинской ССР.
Первого серьёзного успеха на международной арене добилась в сезоне 2010 года, когда вошла в состав украинской национальной сборной и побывала на чемпионате мира среди юниоров в Монктоне, откуда привезла награду бронзового достоинства, выигранную в прыжках в длину — здесь её обошли только представительница Кубы Ирисдайми Эррера и китаянка Ван Упинь.
В 2011 году выступила на молодёжном европейском первенстве в Остраве, заняла итоговое 14 место.
Выступила на чемпионате Европы 2012 года в Хельсинки, где показала результат 6,53 метра. Благодаря череде удачных выступлений удостоилась права защищать честь страны на летних Олимпийских играх в Лондоне — в программе прыжков в длину прыгнула на предварительном этапе на 6,19 метра и не смогла квалифицироваться в финальную стадию.
После лондонской Олимпиады Твердохлеб осталась в составе легкоатлетической команды Украины и продолжила принимать участие в крупнейших международных соревнованиях. Так, в 2013 году она выступила на молодёжном чемпионате Европы в Тампере, а в 2014 году стартовала на взрослом европейском первенстве в Цюрихе.
В ноябре 2016 года была перепроверена её допинг-проба, сделанная на Олимпиаде в Лондоне — в ней обнаружили следы запрещённого вещества туринабола. В результате дисциплинарная комиссия Международного олимпийского комитета аннулировала её результаты на Олимпийских играх, а в мае 2017 года спортсменка была дисквалифицирована сроком на два года.